# 299 TCN
299 TCN là một năm trong lịch Julius. 